# Kostel svatého Šimona a Judy (Bystřice)
Kostel svatého Šimona a Judy v Bystřici u Benešova, který byl pravděpodobně založen roku 1352, je původně gotická, roku 1666 barokně přestavěná jednolodní obdélná stavba s trojboce uzavřeným presbytářem. V západním průčelí kostela je vstupní předsíň. Na severní straně kostela stojí hranolovitá věž. Horní část věže na nárožích členěna pilastry. Hlavní oltář je neogotický. Pod tribunou jsou umístěny rokokové zrcadlové svícny. Původně se nacházel okolo kostela hřbitov, který byl při opravě v roce 1899 zrušen.[zdroj?] Na průčelí kostela se nachází mozaika Kristus Dobrý pastýř ze 70. let 20. století od Antonína Kloudy. Naposledy byl kostel opravován roku 2009. Současným správcem kostela, jakož i bystřickým farářem je dp. ThLic. Antoni Kośmidek. Mše svaté se zde slouží ve středu, čtvrtek a pátek v 17 hodin, nedělní mše je zde od 8:30 hodin.
Kostel je od roku 1958 zapsán v seznamu kulturních památek.

## Historie
Prvá písemná zmínka o Bystřici pochází z roku 1352 a předpokládá se, že někdy v tomto období vznikl i kostel, patrony tehdy byl rod pánů z Dubé, které mmj. připomíná jejich znak v závěrovém svorníku v presbytáři. Kostel byl v historii dvakrát těžce poničen, a to prve 7. března 1645, kdy po bitvě u nedalekého Jankova vyplenili a zapálili městečko i s kostelem Švédové. Roku 1666 byl na náklady patrona Josefa Priama z Rovoratu důkladně opraven a zároveň prošel již zmiňovanou barokní úpravou. Spolu s touto opravou byla přistavěna i kostelní loď. Podruhé byl poničen roku 1813, kdy v Bystřici vypukl požár a ten poškodil i střechu kostelní věže, přičemž se rozlil jen jeden zvon, ostatní čtyři vyvázly kupodivu bez úhony. Generální opravou prošel kostel roku 1899, a to na náklady Vincence Daňka, šlechtice z Esse, který sídlil na nedalekém líšenském zámku, jenž též zásadním způsobem upravil. Šlechtic také kostelu věnoval tři vitrážová okna - jedno vzorkované na památku pětadvacetiletého kněžství tehdejšího bystřického faráře Emanuela Lašťovky a dvě figurální (sv. Vincenc - patron šlechticův a sv. Alžběta - patronka Daňkovy manželky). Oltářní obraz na hlavním oltáři namaloval roku 1875 J. Zapletal. Nad obloukem, oddělujícím presbytář od lodi spatřujeme vlevo znak pánů z Dubé s letopočtem 1258 a vpravo znak Daňků z Esse s letopočtem 1872. Loď má stlačenou křížovou klenbu bez žeber, po stranách jsou úzké empory, podklenuté tak, že prostory pod nimi tvoří mělké výklenky. Nalevo od vchodu do kostela, díváme-li se k oltáři stojí boční oltář sv. Petra, na němž stojí jeho socha, o které se však, stejně jako o protější soše sv. Pavla na druhém bočním oltáři, předpokládá, že sem byla kdysi převezena z jiného kostela, poněvadž jsou obě sochy mnohem větší, nežli ostatní sochy v kostele (Panny Marie, sv. Jiří, sv. Václava, sv. Jana Nepomuckého a Božského Srdce Páně, která je nad křtitelnicí). Přibližně do třetí čtvrtiny XX. století byla v kostele patronátní lavice, umně řezbářsky vyvedená, s vyobrazeními erbů patronů kostela. Byla převezena do kostela Nalezení sv. Kříže ve vedlejších Nesvačilech.
Ve věži visí dva zvony: prvý s nápisem „Leta Páně 1553 slit jest tento zvon ke cti a chvále Pánu Bohu, P. Marii i vší říši nebeské, Šimoniše a Judy a vší osady Bystřické ve městě Benešově skrze mne, Matěje Špice Slepýho”. Na plášti spatřujeme znak Šternberský a jméno Voldřich Hollický z Šternberka. Druhý, patrně z XV. století má na sobě nápis gotický, nerozluštitelný.

## Fotogalerie

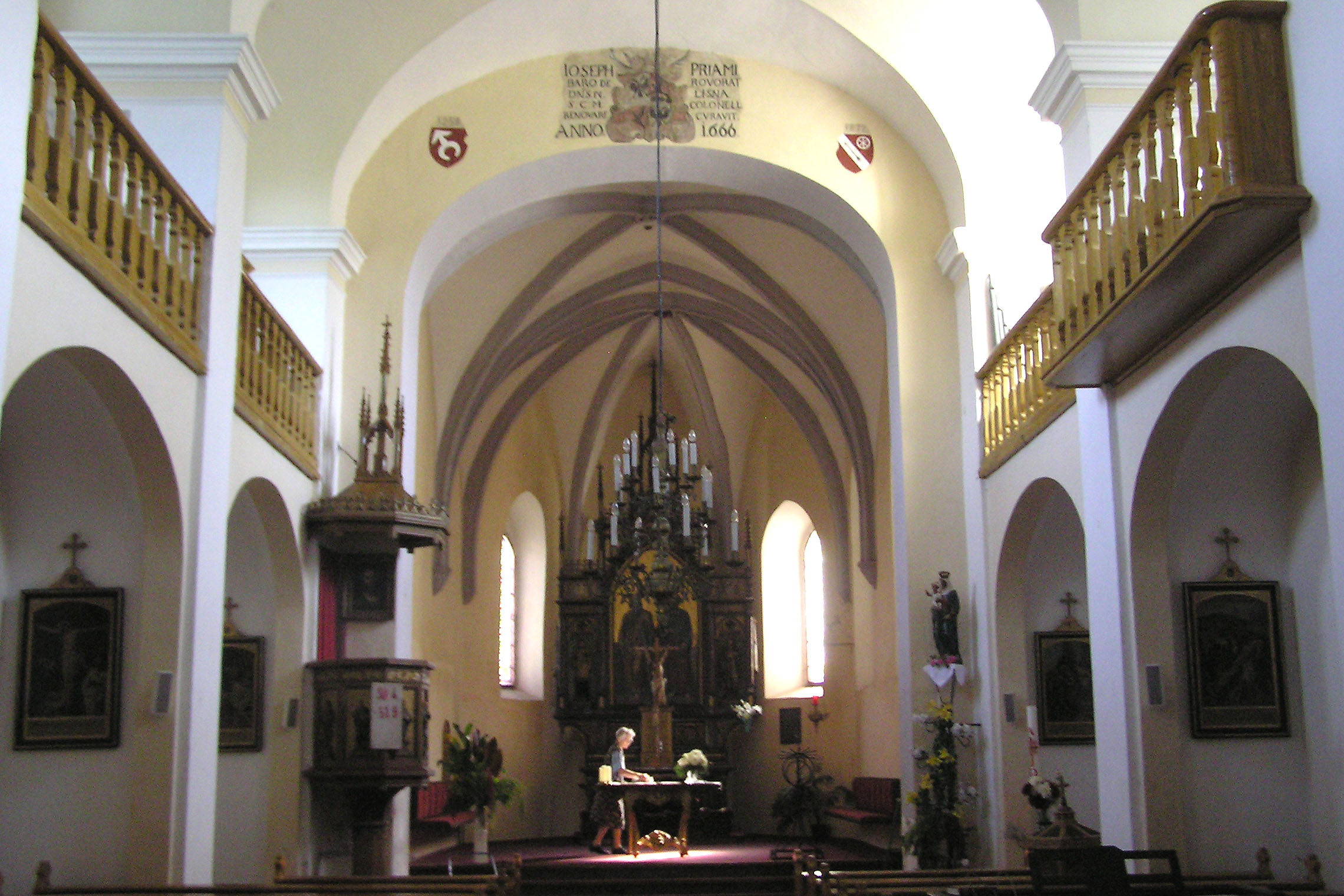
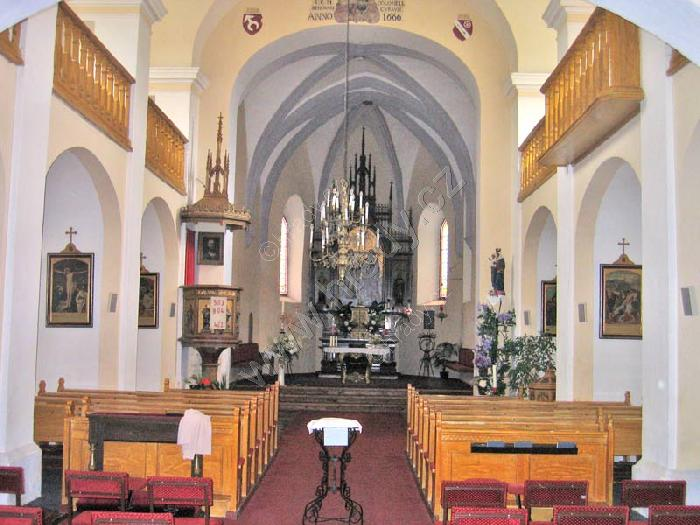
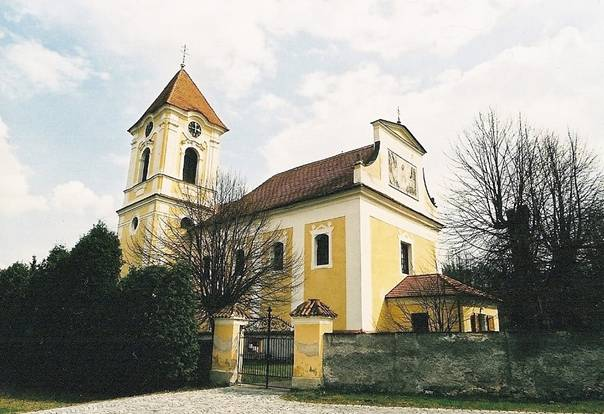